# John Amery
John Amery (Chelsea, 14 marzo 1912 – Wandsworth, 19 dicembre 1945) è stato un giornalista e attivista britannico.
Fascista, propose alla Wehrmacht la formazione di un gruppo di volontari britannici (che in seguito divenne il Britisches Freikorps, già Legione San Giorgio), e si impegnò in iniziative di reclutamento e trasmissioni di propaganda a favore della Germania nazista. Fu giustiziato per tradimento dopo la guerra.

## Gioventù
John Amery era figlio di Leo Amery e fratello di Julian Amery, entrambi Membri del Parlamento e ministri appartenenti al partito conservatore.
Amery era un ragazzo problematico che passò attraverso una successione di tutori privati. Come il padre, frequentò la Harrow School, rimanendovi solo un anno. Il direttore della scuola lo descrisse come "senza dubbio, il ragazzo più difficile che abbia mai tentato di gestire". Cercò di rendersi indipendente dalla famiglia intraprendendo la carriera di produttore cinematografico. Per un certo periodo, costituì varie società indipendenti, che fallirono tutte; questi tentativi lo condussero rapidamente alla bancarotta.
A 21 anni, Amery sposò Una Wing, un'ex prostituta, ma non fu in grado di guadagnare a sufficienza per mantenere entrambi: era costretto a chiedere continuamente denaro a suo padre. Convinto anti-comunista, arrivò ad abbracciare le idee del Nazionalsocialismo ritenendo che fossero l'unica alternativa al Bolscevismo. Lasciò definitivamente la Gran Bretagna per vivere in Francia, dopo aver dichiarato bancarotta nel 1936. A Parigi, incontrò il leader fascista francese Jacques Doriot, con cui viaggiò in Austria, Italia e Germania assistendo agli effetti del fascismo in questi paesi.
Amery sostenne con la sua famiglia di essersi unito ai nazionalisti di Francisco Franco durante la Guerra civile spagnola nel 1936 e di essere stato insignito di una medaglia d'onore mentre serviva come ufficiale dei servizi segreti con le forze volontarie italiane. Questo non era affatto vero, ma la notizia ebbe comunque ampia diffusione. In realtà, Amery visitò la Spagna nel 1939 dopo la fine della guerra civile e vi rimase solo per poche settimane prima di ritornare in Francia, dove restò anche dopo l'invasione della Germania e la creazione della Repubblica di Vichy.

## In Europa durante la Seconda guerra mondiale
Amery entrò presto in conflitto con il Governo di Vichy e fece parecchi tentativi di lasciare la zona, ma inutilmente. Il commissario tedesco per l'armistizio Graf Ceschi gli offrì la possibilità di lasciare la Francia e trasferirsi in Germania per lavorare in campo politico, ma Ceschi non fu in grado di far uscire Amery dalla Francia.
Nel settembre 1942, Hauptmann Werner Plack riuscì a ottenere ciò che Amery voleva e in ottobre, Plack e Amery si recarono a Berlino per incontrare la Commissione anglo-tedesca. Fu in questo momento che Amery propose ai tedeschi la formazione di una legione britannica anti-bolscevica. Adolf Hitler fu impressionato da Amery e gli permise di restare in Germania come ospite del Reich. In questo periodo, Amery partecipò a una serie di trasmissioni propagandistiche a favore della Germania alla radio, nel tentativo di appellarsi ai Britanni.

## Britisches Freikorps
L'idea di una forza britannica che combattesse i comunisti languiva finché Amery incontrò Jacques Doriot durante un viaggio in Francia nel gennaio 1943. Doriot faceva parte del LVF (Légion des Volontaires Français), una forza francese di volontari che combattevano a fianco dei tedeschi sul fronte orientale. Amery rinfocolò la sua idea di un'unità britannica e cercò di reclutare da 50 a 100 volontari per propositi propagandistici e anche per costituire un nucleo di uomini con cui attrarre membri addizionali dai prigionieri di guerra britannici. Propose anche che questa unità procurasse ulteriori reclute per le altre unità militari composte da cittadini stranieri.
Il primo tentativo di reclutamento di Amery per quella che inizialmente fu chiamata la Legione Britannica di San Giorgio, lo portò al campo per prigionieri di guerra di Saint-Denis fuori Parigi. Amery distribuì a circa 40-50 internati provenienti da vari paesi del Commonwealth britannico materiale di reclutamento. Questo primo sforzo fu un completo fallimento, ma egli persistette. Tuttavia solo un uomo, Kenneth Berry, si unì al gruppo che successivamente sarà chiamato BFC. Il legame di Amery con l'unità terminò nell'ottobre del 1943, quando la Waffen-SS decise che i servigi di Amery non erano più necessari ed essa fu ufficialmente rinominata Britisches Freikorps. Amery continuò a propagandare le idee naziste con trasmissioni e scritti a Berlino fino alla fine del 1944, quando si recò nel Nord Italia in supporto alla Repubblica di Salò. Qui, durante le ultime settimane di guerra, fu catturato dai partigiani italiani, che lo consegnarono nelle mani delle autorità britanniche. L'ufficiale britannico che lo prese in custodia era il capitano Alan Whicker, che in seguito divenne un importante conduttore televisivo.

## Processo
Dopo la guerra, Amery fu processato per tradimento; durante un'udienza preliminare, sostenne che non aveva mai attaccato la Gran Bretagna e che era un anti-comunista, non un nazista. Nello stesso periodo, suo fratello Julian Amery tentò (producendo prove false) di dimostrare che John era diventato cittadino spagnolo e perciò non avrebbe potuto tecnicamente commettere tradimento nei confronti del Regno Unito. Il suo avvocato, intanto, cercò di dimostrare che l'accusato era mentalmente infermo.
Comunque, questi tentativi di difesa furono abbandonati dal primo giorno del processo, il 28 novembre 1945, quando, con sorpresa generale, Amery si dichiarò colpevole delle otto imputazioni di tradimento e fu immediatamente condannato alla pena capitale. L'intero procedimento durò circa otto minuti.
Prima di accettare la dichiarazione di colpevolezza di Amery, il giudice, Mr Justice Humphreys, si assicurò che l'accusato avesse compreso quali erano le conseguenze di tale ammissione, cioè che sarebbe stato immediatamente condannato a morte per impiccagione, perché non c'erano altre pene ammissibili. Quindi il giudice emise il suo verdetto:
Questo è uno dei soli due casi in cui un uomo si è dichiarato colpevole di tradimento nel Regno Unito, l'altro fu Summerset Fox nel maggio del 1654. Dopo la scoperta di nuove prove documentali, il drammaturgo Ronald Harwood affermò che la famiglia di Amery sarebbe stata in imbarazzo perché suo padre aveva nascosto il fatto che la madre di Leo Amery era ebrea (l'antisemitismo era forte in Gran Bretagna durante gli anni trenta) per poter fare carriera nel partito conservatore.

## Esecuzione
Per calcolare i corretti parametri per l'impiccagione di Amery (ad esempio l'altezza necessaria del cappio sopra la botola della forca e la lunghezza conseguente della caduta per assicurare una morte rapida), la sua altezza e il suo peso furono brevemente misurati prima dell'esecuzione: era alto 5 piedi e 7 pollici e pesava 140 libbre. Amery fu impiccato a un'altezza di 7 piedi e 8 pollici da Albert Pierrepoint, assistito da Henry E. Critchell, nella prigione di Wandsworth alle 9:00 di mattina di mercoledì 19 dicembre 1945. Poche ore più tardi, lo stesso giorno dell'esecuzione, il corpo di Amery fu sepolto in una tomba senza nome nel cimitero della prigione di Wandsworth. Questa è una procedura standard perché i corpi dei giustiziati sono considerati proprietà del governo britannico, e quindi restano in custodia della prigione dov'è avvenuta l'esecuzione. Il cimitero della prigione di Wandsworth è situato all'interno delle sue mura, e perciò non può essere visitato dal pubblico. Il corpo di Amery è rimasto lì da allora.
In un articolo che fu pubblicato dall'Empire News and Sunday Chronicle, ma che fu censurato come risultato delle pressioni del ministero dell'interno, Pierrepoint lo descrisse come "l'uomo più coraggioso che abbia mai impiccato". Salutando il carnefice all'ora stabilita, Amery a quanto si dice affermò: "Mr Pierrepoint, ho sempre voluto conoscervi, ma non in queste circostanze, naturalmente...". Una copia come prova di quest'articolo si trova presso la Commissione per le prigioni, Regno Unito Archivi Nazionali, ma è contraddetto da un altro file d'archivio: l'ufficiale della Commissione per le prigioni che lo scrisse, afferma che "Amery tese la mano e disse 'Oh! Pierrepoint.'; subito dopo Pierrepoint prese la sua mano e la mise dietro la sua schiena per immobilizzarlo e che la conversazione fu interamente limitata a questa frase".
Un epitaffio scritto da suo padre appare in The Empire at Bay. The Leo Amery Diaries. 1929-1945:
“non era il suo paese” – Solo il tempo può dire

se la sfida alle nostre antiche leggi

fu tradimento o premonizione. Egli dorme bene.»

## Riferimenti culturali
Il dramma di Ronald Harwood An English Tragedy, che registra le settimane precedenti all'esecuzione di Amery e successive al suo arresto in Italia e il processo a Londra, adattato per la radio da Bert Coules, fu trasmesso dalla BBC Radio 4 l'8 maggio 2010 e il 13 aprile 2012. Il cast includeva Geoffrey Streatfield nel ruolo di Amery e Derek Jacobi nel ruolo di Leopold Amery.
Il finale della serie 7 del dramma criminale britannico Foyle's War è liberamente tratto dal caso Amery. Come Amery, il personaggio di James Deveraux è nato in un'importante famiglia britannica, con primi ministri e segretari di stato come parenti. Come Amery, Deveraux si dichiara colpevole ed è dapprima avvertito e poi condannato dal giudice con parole quasi identiche. Comunque, alla fine Deveraux risulta essere una spia britannica al servizio del MI9 che riporta i movimenti delle truppe tedesche.